# Серена
Серена (шп. La Serena) је општина у Чилеу. По подацима са пописа из 2002. године број становника у месту је био 147.815. Основан је 1544, и то је други најстарији град у Чилеу након Сантијага. То је један од најбрже растућих градова у Чилеу. Град је веома важна туристичка дестинација, нарочито током лета. 

## Историја
Серена је основана по налогу Педра де Валдивије са циљем да се направи лука на мору између Лиме и Сантјага. Село је основао капетан Хуан Бохон. Иако није сигурно ког датума је град основан, највероватнији датуми су 15. новембра или 30. децембра и 4. септембар 1544. Пет година касније 11. јануара 1549, током устанка локалних Индијанаца у потпуности је уништено село а скоро сви Шпанци су побијени. Након овог догађаја Шпанци су подигли град Свети Бартоломе де Серена, а 4. маја 1552. шпански краљ Карлос I је краљевским декретом дао титулу града.
У 17. веку, град је био мета пирата, а 1730. је погодио га је снажан земљотрес.

## Демографија
| 2002.   |
| ------- |
| 147.815 |

## Архитектура
Између 1948. и 1952, председник Чилеа Габријел Гонзалер Видела направио је План Серена, пројекат по коме је град урбанизован и обновљен инвестицијама.
Традиционална архитектура састоји се од кућа и јавних зграда из касног 19. века, направљених од дрвета из америчке државе Орегон, који је увожен из САД у замену за руде које су из ове области слате у САД. Постоји значајан број малих цркава које су направљене од седиментних стена. Ове цркве су старе око 350 година и делимично су рестауриране. Године 1920. започео је нови економски бум у копању руде гвожђа, који је привукао капитал и људе резултујући променама у урбаној структури.
Данас, град има свој архитектонски стил (познат као неоколонијализам), који га разликују од осталих градова.
У последњим декадама туризам је прерастао у један од најзначајнијих економских активности. Популација се удвостручује у летњим месецима. 
Стари део града је највећи и најважнији део урбаног традиционалног дела у Чилеу.

## Партнерски градови
- Tenri
- Краков
- Castuera
- Милбреј
- Хило
- Тлалнепантла де Бас
- Мадрид
- Пунта дел Есте
- Тлалнепантла де Бас